# قائمة حلقات هانيبال
هانيبال (بالإنجليزية: Hannibal)‏ هو مسلسل إثارة نفسية أمريكي من تطوير براين فولر لشبكة NBC. المسلسل مبني على شخصيات وعناصر رواية التنين الأحمر للكاتب الأمريكي توماس هاريس، ويركز على بداية العلاقة بين المحقق الخاص في مكتب التحقيقات الفيدرالي ويل غراهام، وهو مُحقق جنائي يمتلك القدرة على التقمص الوجداني مع القتلة والسايكوباتيين، والدكتور هانيبال ليكتر، وهو طبيب نفسي موهوب وآكل للحوم البشر والذي يصبح عدو غراهام الأكثر دهاءً.
عُرض المسلسل لأول مرة على NBC في 4 أبريل، 2013، وبدء عرض الموسم الثاني في 28 فبراير، 2014. سُميت كل حلقة من حلقات الموسم الأول تيمنا بعناصر المطبخ الفرنسي، وسُميت حلقات الموسم الثاني تيمنا بعناصر المطبخ الياباني، سُميت أول سبعة حلقات من الموسم الثالث بأسماء عناصر من المطبخ الإيطالي، بينما سُميت آخر ستة حلقات بأسماء سلسلة لوحات التنين الأحمر العظيم لويليام بليك. في 22 يناير، 2015، ألغت NBC هانيبال بعد ثلاث مواسم.

## نظرة عامة
| الموسم | الموسم | الحلقات | تاريخ البث الأصلي | تاريخ البث الأصلي                                       | متوسط المشاهدين (بالملايين) | متوسط المشاهدين (بالملايين) |
| الموسم | الموسم | الحلقات | بداية الموسم      | نهاية الموسم                                            | متوسط المشاهدين (بالملايين) | متوسط المشاهدين (بالملايين) |
| ------ | ------ | ------- | ----------------- | ------------------------------------------------------- | --------------------------- | --------------------------- |
|        | 1      | 13      | 4 أبريل، 2013     | 20 يونيو، 2013                                          | 2.90                        |                             |
|        | 2      | 13      | 28 فبراير، 2014   | 23 مايو، 2014                                           | 2.54                        |                             |
|        | 3      | 13      | 4 يونيو، 2015     | 27 اغسطس، 2015 (كندا) 29 اغسطس، 2015 (الولايات المتحدة) | 1.31                        |                             |

## قائمة الحلقات

### الموسم الأول (2013)
| ترتيب الحلقة في المسلسل | ترتيب الحلقة في الموسم | العنوان                              | إخراج           | كتابة                                                            | تاريخ البث الأصلي                                | عدد المشاهدين (بالمليون) |
| ----------------------- | ---------------------- | ------------------------------------ | --------------- | ---------------------------------------------------------------- | ------------------------------------------------ | ------------------------ |
| 1                       | 1                      | «Apéritif (شراب فاتح للشهية)»        | ديفيد سليد      | براين فولر                                                       | 4 أبريل 2013                                     | 4.36                     |
| 2                       | 2                      | «Amuse-Bouche (مُقبلات)»              | مايكل ريمر      | جيم داينجر غراي                                                  | 11 أبريل 2013                                    | 4.38                     |
| 3                       | 3                      | «Potage (حَساء)»                      | ديفيد سليد      | قصة: ديفيد فيوري سيناريو: ديفيد فيوري، كريس برانكاتو وبراين فولر | 18 أبريل 2013                                    | 3.51                     |
| 4                       | 4                      | «Œuf (بيض)»                          | بيتر ميداك      | جينيفر شور                                                       | 26 أبريل 2013 (الهند) لم تُعرض (الولايات المتحدة) | لم يعلن عنها             |
| 5                       | 5                      | «Coquilles (مقبلات بحرية)»           | غويليرمو نافارو | قصة: سكوت نمريفرو سيناريو: سكوت نمريفرو وبراين فولر              | 25 أبريل 2013                                    | 2.40                     |
| 6                       | 6                      | «Entrée (طبق رئيسي)»                 | مايكل ريمر      | قصة: كاي يو وو سيناريو: كاي يو وو وبراين فولر                    | 2 مايو 2013                                      | 2.61                     |
| 7                       | 7                      | «Sorbet (تحلية مثلجة)»               | جيمس فولي       | جيسي أليكسندر وبراين فولر                                        | 9 مايو 2013                                      | 2.62                     |
| 8                       | 8                      | «Fromage (جبن)»                      | تيم هنتر        | جينيفر شور وبراين فولر                                           | 16 مايو 2013                                     | 2.46                     |
| 9                       | 9                      | «Trou Normand (نبيذ التفاح)»         | غويليرمو نافارو | ستيف لايتفوت                                                     | 23 مايو 2013                                     | 2.69                     |
| 10                      | 10                     | «Buffet Froid (مائدة مأكولات باردة)» | جون دال         | أندي بلاك، كريس برانكاتو وبراين فولر                             | 30 مايو 2013                                     | 2.40                     |
| 11                      | 11                     | «Rôti (لحم مشوي)»                    | غويليرمو نافارو | ستيف لايتفوت، براين فولر وسكوت نمريفرو                           | 6 يونيو 2013                                     | 2.36                     |
| 12                      | 12                     | «Relevés (مُتبل)»                     | مايكل ريمر      | كريس برانكاتو وبراين فولر                                        | 13 يونيو 2013                                    | 2.10                     |
| 13                      | 13                     | «Savoureux (طعم شهي)»                | ديفيد سليد      | ستيف لايتفوت، براين فولر وسكوت نمريفرو                           | 20 يونيو 2013                                    | 1.98                     |

### الموسم الثاني (2014)
| ترتيب الحلقة في المسلسل | ترتيب الحلقة في الموسم | العنوان                   | إخراج           | كتابة                                                                     | تاريخ البث الأصلي | عدد المشاهدين (بالمليون) |
| ----------------------- | ---------------------- | ------------------------- | --------------- | ------------------------------------------------------------------------- | ----------------- | ------------------------ |
| 14                      | 1                      | «Kaiseki (كايسيكي)»       | تيم هنتر        | براين فولر وستيف لايتفوت                                                  | 28 فبراير 2014    | 3.27                     |
| 15                      | 2                      | «Sakizuke (ساكيزوك)»      | تيم هنتر        | جيف فلامنغ وبراين فولر                                                    | 7 مارس 2014       | 2.50                     |
| 16                      | 3                      | «Hassun (هاسن)»           | بيتر ميداك      | جيسون غروت وستيف لايتفوت                                                  | 14 مارس 2014      | 2.47                     |
| 17                      | 4                      | «Takiawase (تاكياواسي)»   | ديفيد سيميل     | براين فولر وسكوت نمريفرو                                                  | 21 مارس 2014      | 2.69                     |
| 18                      | 5                      | «Mukōzuke (موكوزوك)»      | مايكل ريمر      | أيانا فلويد، ستيف لايتفوت وبراين فولر                                     | 28 مارس 2014      | 3.49                     |
| 19                      | 6                      | «Futamono (فوتامونو)»     | تيم هنتر        | قصة: أندي بلاك سيناريو: أندي بلاك، براين فولر، سكوت نمريفرو، ستيف لايتفوت | 4 أبريل 2014      | 2.18                     |
| 20                      | 7                      | «Yakimono (ياكيمونو)»     | مايكل ريمر      | ستيف لايتفوت وبراين فولر                                                  | 11 أبريل 2014     | 2.25                     |
| 21                      | 8                      | «Su-zakana (سو-زاكانا)»   | فينسينزو ناتالي | ستيف لايتفوت، براين فولر وسكوت نمريفرو                                    | 18 أبريل 2014     | 2.80                     |
| 22                      | 9                      | «Shiizakana (شيزاكانا)»   | مايكل ريمر      | جيف فلامنغ وبراين فولر                                                    | 25 أبريل 2014     | 2.45                     |
| 23                      | 10                     | «Naka-Choko (ناكا-شوكو)»  | فينسينزو ناتالي | قصة: ستيف لايتفوت وكاي يو وو سيناريو: ستيف لايتفوت                        | 2 مايو 2014       | 2.28                     |
| 24                      | 11                     | «Kō No Mono (كو نو مونو)» | ديفيد سليد      | جيف فلامنغ، أندي بلاك وبراين فولر                                         | 9 مايو 2014       | 1.95                     |
| 25                      | 12                     | «Tome-wan (توم-وان)»      | مايكل ريمر      | كريس برانكاتو، براين فولر وسكوت نمريفرو                                   | 16 مايو 2014      | 2.32                     |
| 26                      | 13                     | «Mizumono (ميزومونو)»     | ديفيد سليد      | ستيف لايتفوت وبراين فولر                                                  | 23 مايو 2014      | 2.35                     |

### الموسم الثالث (2015)
| ترتيب الحلقة في المسلسل | ترتيب الحلقة في الموسم | العنوان                                                                  | إخراج           | كتابة                                               | تاريخ البث الأصلي                                       | عدد المشاهدين (بالمليون) |
| ----------------------- | ---------------------- | ------------------------------------------------------------------------ | --------------- | --------------------------------------------------- | ------------------------------------------------------- | ------------------------ |
| 27                      | 1                      | «Antipasto (مُقبلات)»                                                     | فينسينزو ناتالي | براين فولر وستيف لايتفوت                            | 4 يونيو، 2015                                           | 2.57                     |
| 28                      | 2                      | «Primavera (بريمافيرا)»                                                  | فينسينزو ناتالي | جيف فلامنغ وبراين فولر                              | 11 يونيو، 2015                                          | 1.66                     |
| 29                      | 3                      | «Secondo (الطبق الثاني)»                                                 | فينسينزو ناتالي | براين فولر وستيف لايتفوت وأنجلينا بيرنت             | 18 يونيو، 2015                                          | 1.69                     |
| 30                      | 4                      | «Aperitivo (فاتح للشهية)»                                                | مارك يوبست      | نيك انتوسكا وبراين فولر وستيف لايتفوت               | 25 يونيو، 2015                                          | 1.46                     |
| 31                      | 5                      | «Contorno (طبق جانبي)»                                                   | غويليرمو نافارو | توم دي فيل وبراين فولر وستيف لايتفوت                | 2 يوليو، 2015                                           | 1.29                     |
| 32                      | 6                      | «Dolce (حلو)»                                                            | فينسينزو ناتالي | دون مانشيني وبراين فولر وستيف لايتفوت               | 9 يوليو، 2015                                           | 1.38                     |
| 33                      | 7                      | «Digestivo (شراب هضمي)»                                                  | ادم كين         | براين فولر وستيف لايتفوت                            | 16 يوليو، 2015 (كندا) 18 يوليو، 2015 (الولايات المتحدة) | 0.97                     |
| 34                      | 8                      | «The Great Red Dragon (التنين الأحمر العظيم)»                            | نيل مارشال      | نيك انتوسكا وبراين فولر وستيف لايتفوت               | 23 يوليو، 2015 (كندا) 25 يوليو، 2015 (الولايات المتحدة) | 0.96                     |
| 35                      | 9                      | «And the Woman Clothed with the Sun... (...والإمرأة المتشحة بنور الشمس)» | جون دال         | نيك انتوسكا وبراين فولر وستيف لايتفوت               | 30 يوليو، 2015 (كندا) 1 اغسطس، 2015 (الولايات المتحدة)  | 1.02                     |
| 36                      | 10                     | «And the Woman Clothed in Sun... (...والإمرأة المكسوة بنور الشمس)»       | غويليرمو نافارو | دون مانشيني وبراين فولر                             | 6 اغسطس، 2015 (كندا) 8 اغسطس، 2015 (الولايات المتحدة)   | 1.01                     |
| 37                      | 11                     | «And the Beast from the Sea... (...ووحش البحر)»                          | مايكل ريمر      | براين فولر وستيف لايتفوت                            | 13 اغسطس، 2015 (كندا) 15 اغسطس، 2015 (الولايات المتحدة) | 1.03                     |
| 38                      | 12                     | «The Number of the Beast is 666 (رقم الوحش هو 666)»                      | غويليرمو نافارو | جيف فلامنغ وانجيلا لامانا وبراين فولر وستيف لايتفوت | 20 اغسطس، 2015 (كندا) 22 اغسطس، 2015 (الولايات المتحدة) | 0.79                     |
| 39                      | 13                     | «The Wrath of the Lamb (غَضبُ الحَمل)»                                      | مايكل ريمر      | براين فولر وستيف لايتفوت ونيك انتوسكا               | 27 اغسطس، 2015 (كندا) 29 اغسطس، 2015 (الولايات المتحدة) | 1.24                     |

## وصلات خارجية
- الموقع الرسمي
- قائمة حلقات هانيبال  على قاعدة بيانات الأفلام على الإنترنت